# Plaza 1 de Marzo de 1948

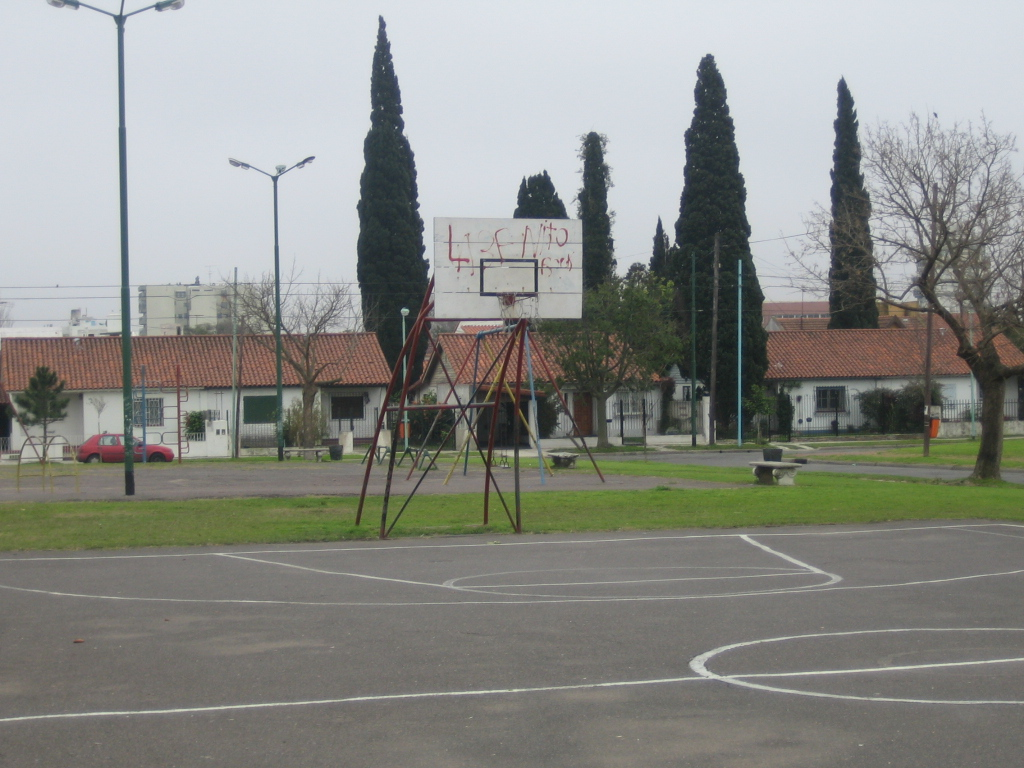
Plaza 1 de marzo de 1948 (también conocida como Plaza de Valdenegro, Copita, o Isima). En la imagen aparece una cancha de baloncesto ubicada dentro de la plaza.

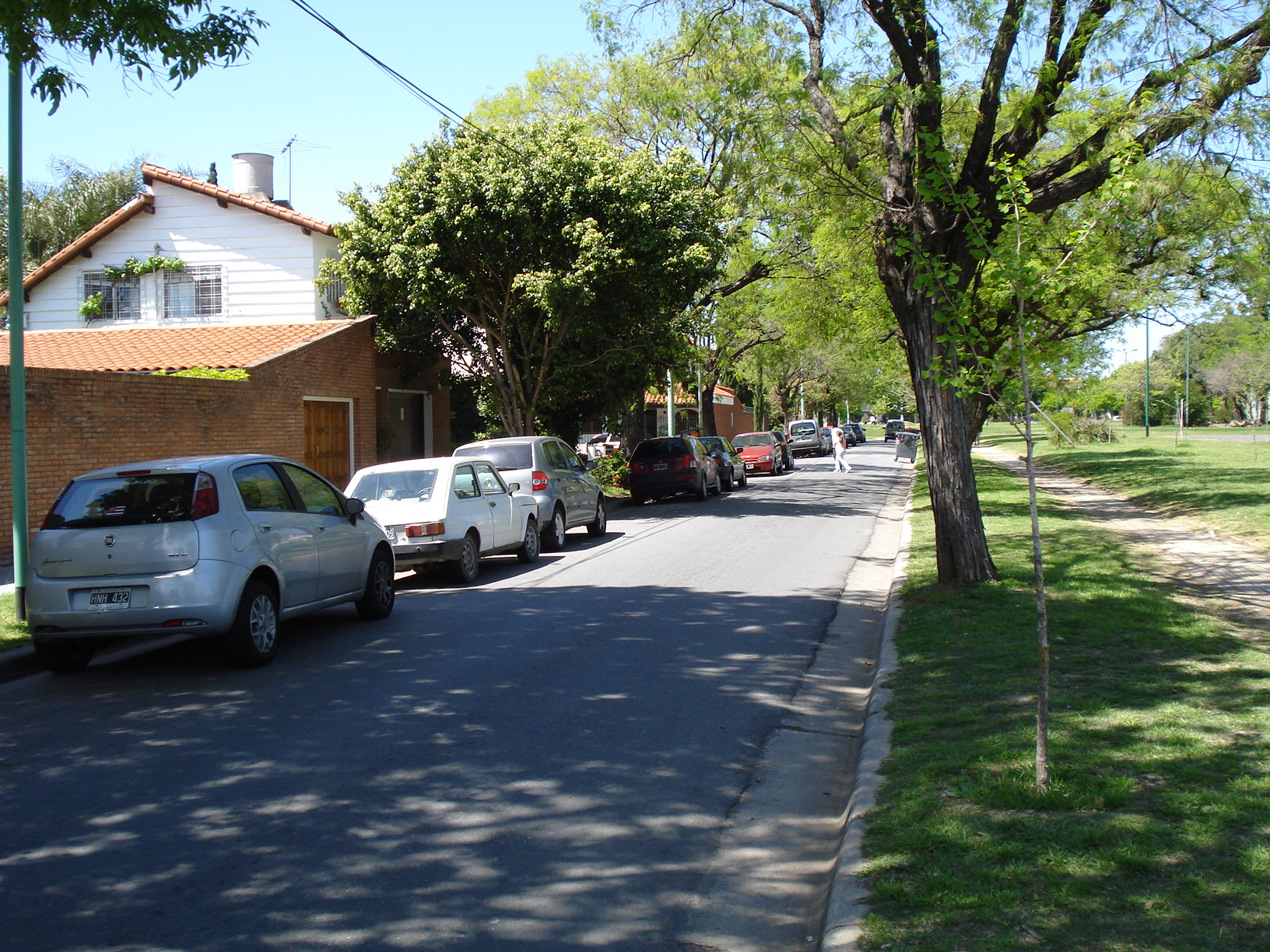
Calle Valdenegro, en la imagen se ve un costado de la plaza que limita con el sector de pasajes de Quebracho, Aromo y Paroissien.

La Plaza 1 de Marzo de 1948 se encuentra en el barrio de Saavedra de la Ciudad de Buenos Aires, Argentina. Toma su nombre de la fecha en que se nacionalizaron los ferrocarriles en la Argentina, durante la presidencia de Juan Domingo Perón.

## Ubicación
La plaza no tiene la habitual forma cuadrada, rectangular o circular de muchas plazas, sino que su forma es la de un polígono irregular, el cual tiene un sector en el norte que se encuentra separado del resto del terreno.
Por ello la plaza está delimitada al norte por la Avenida Ruiz Huidobro, al oeste por la Calle Galván, y al sur por el Pasaje Flores del Aire. Sin embargo al este la Calle Valdenegro bordea la mayor parte de la plaza, pero divide su sector norte desde el oeste, el cual está rodeado por la Avenida Ruiz Huidobro al norte, la calle Miller al este y el Pasaje Quebracho al sur.  
Aunque oficialmente el terreno forma parte del Barrio de Saavedra, el área es popularmente conocida como "Barrio Presidente Roque Sáenz Peña" y "Barrio 1 de Marzo de 1948".

## Denominación
La plaza, creada en 1949, conmemora el 1 de marzo de 1948, fecha en que se concretó la nacionalización de los ferrocarriles en Argentina. 

## Infraestructura
- Amplios espacios verdes y arbolados
- Un arenero
- Una cancha de básquetbol
- Una cancha de tenis
- Una cancha de fútbol
- Un club de jubilados y pensionados que posee varias canchas de bochas.

### Cancha de básquetbol
La cancha de básquetbol de la plaza -ubicada en el sur del terreno, frente a una rotonda en la que hay un mástil- es un sitio emblemático del lugar. Pese a que no tiene un nombre oficial, es popularmente conocida como "La Copita", ya que se encuentra a escasos metros de una vasija ornamental colocada sobre un pedestal.
Ese espacio concentra diariamente a una gran cantidad de jugadores de básquetbol callejero, cuyo número se incrementa considerablemente durante los fines de semana. Dado que la cancha goza de iluminación artificial, es normal que haya actividad allí hasta la madrugada, especialmente durante la época estival.
No hay un perfil único de quienes practican básquetbol en La Copita, ya que es posible hallar gente de diversos géneros y de distintas edades, pero predominan los varones jóvenes y adolescentes. Son comunes los partidos mixtos, que mezclan jugadores varones y mujeres. 
Entre los basquetbolistas más exitosos que han frecuentado la cancha se encuentra Lucas Picarelli -que jugó ocho temporadas en la Liga Nacional de Básquet- y Micaela González -ganadora del Olimpia de Plata de Deporte Universitario en 2022-.
Allí suelen organizarse torneos de básquetbol 3x3 auspiciados por la Federación de Básquetbol del Área Metropolitana de Buenos Aires, organismo afiliado a la Confederación Argentina de Básquetbol.

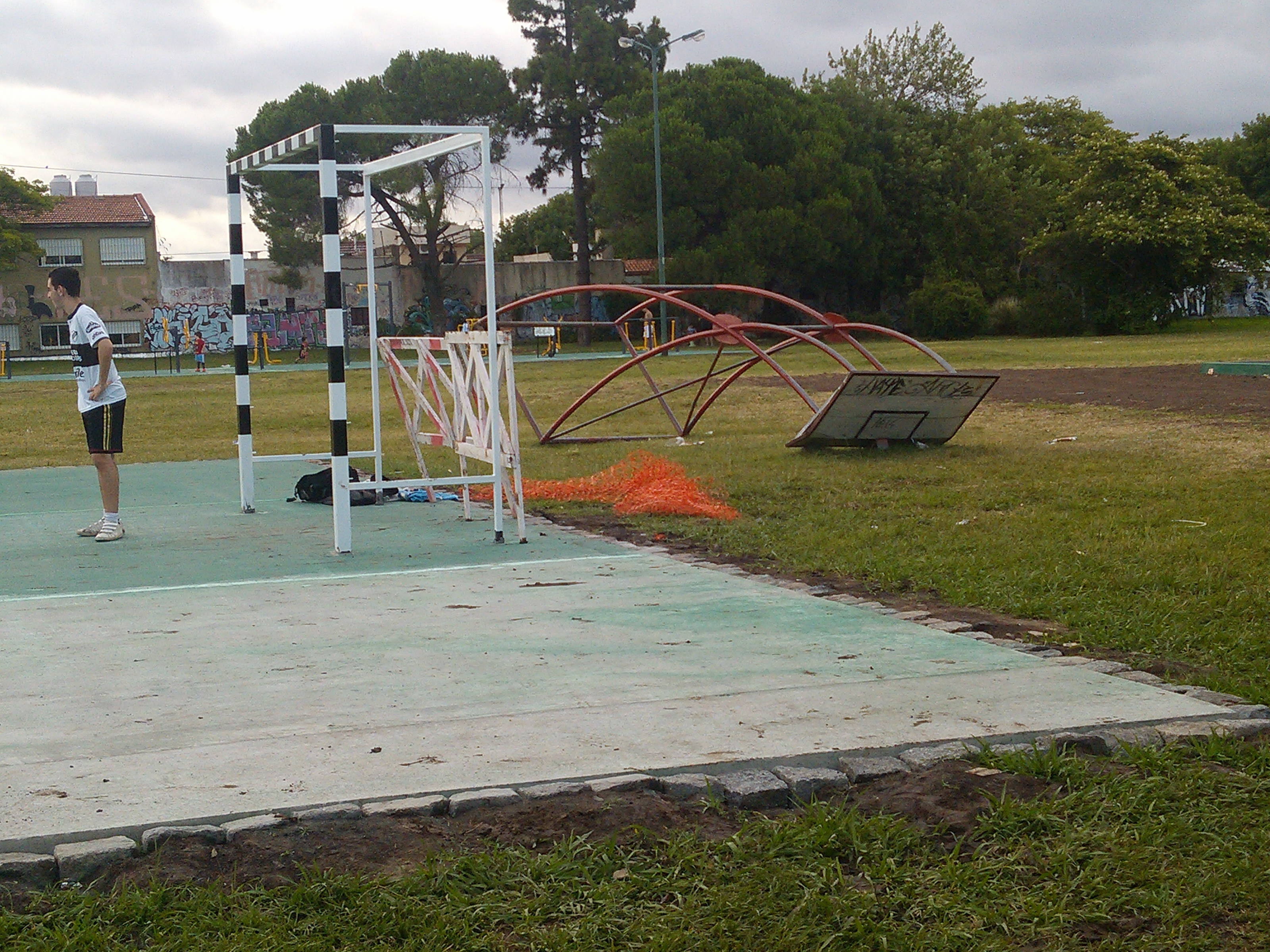
Aros de básquet en el suelo

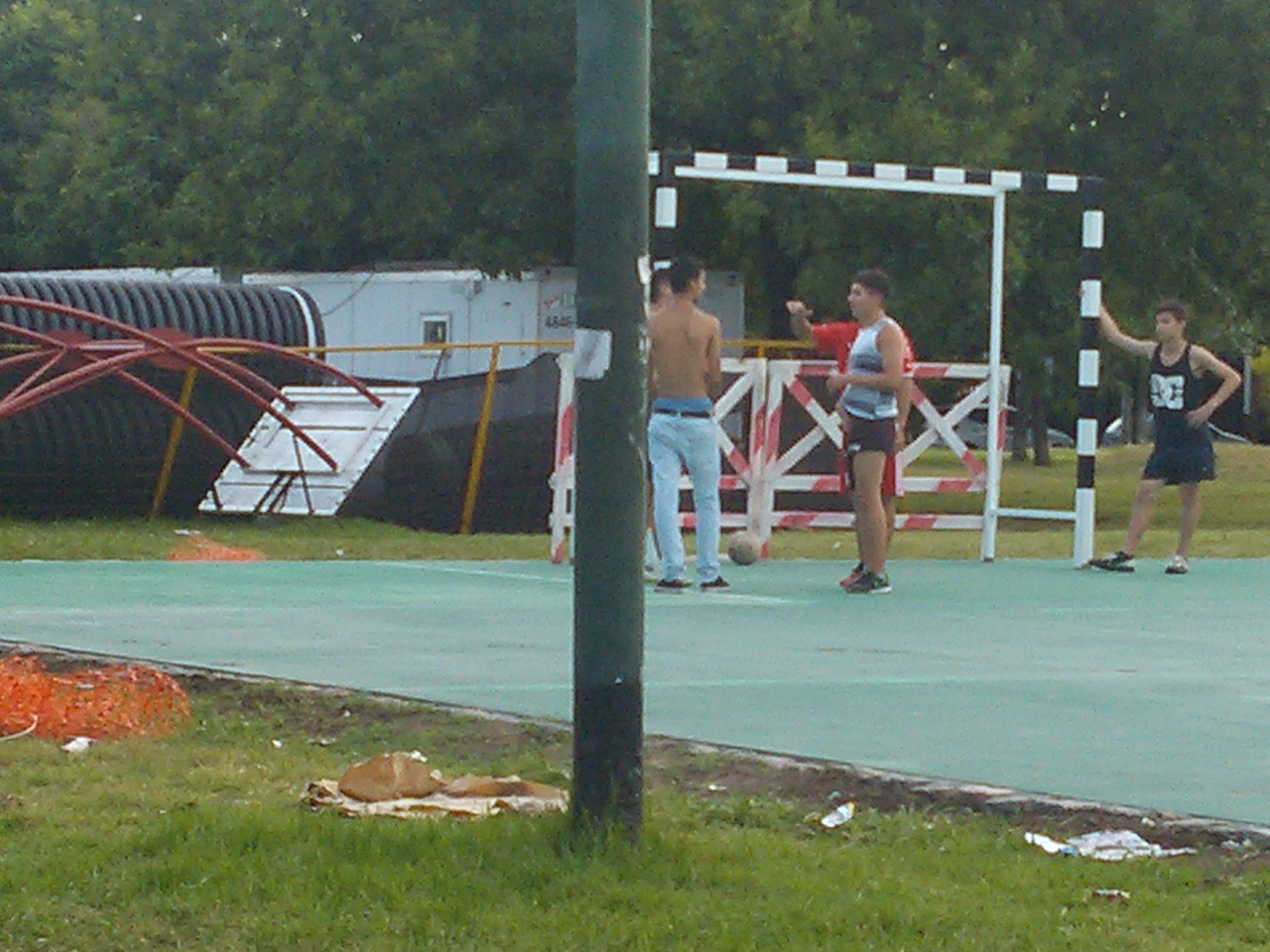
Aros de básquet en el suelo 2

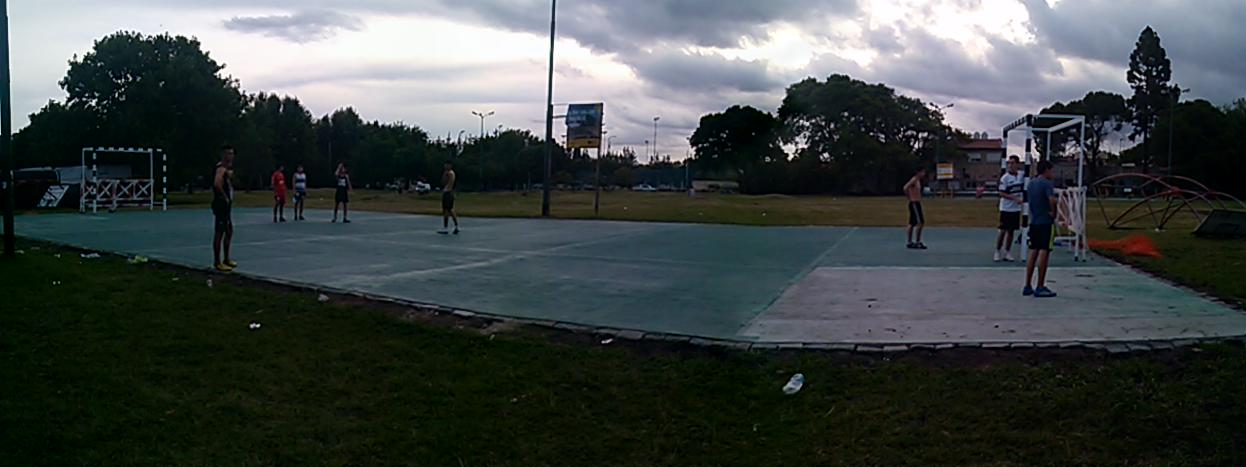
La cancha otrota de básquet ya invadida por los jugadores de fútbol

En diciembre de 2014, el Gobierno de la Ciudad de Buenos Aires intervino en la cancha de básquetbol de la Plaza 1 de Marzo de 1948 retirando los postes que sostenían los tableros de madera, y poniendo en su lugar unos arcos de acero de futsal.
La situación generó malestar entre los vecinos, quienes organizaron una petición para reclamar que se restaurase la cancha de básquetbol. La acción ciudadana resultó exitosa, por lo que semanas después se recuperó el espacio desarticulado.
En 2018 los propios usuarios de la cancha de básquetbol se organizaron para optimizar el campo de juego, invirtiendo dinero para cambiar los tableros, renovar el pavimento y pintar un mural de piso con la imagen de Manu Ginóbili. El propio Ginóbili visitaría más tarde el lugar, dejando su autógrafo pintado con aerosol en el piso de la cancha.
En febrero de 2020 se agregó en una pared aledaña un mural con la imagen de Kobe Bryant, quien había fallecido recientemente.
Otro visitante ilustre de La Copita fue Jimmy Butler, que entrenó allí durante su estadía como turista en la Argentina en febrero de 2023.
Poco después los usuarios de la cancha volvieron a intervenir el sitio para refaccionarlo, agregando nuevas imágenes de Ginóbili, y decorando el resto del suelo con grafitis de estilo urbano.